# Agustín Coscia
Agustín Coscia  (Rosario, 8 de abril de 1997) es un futbolista argentino profesional. Juega de delantero y su equipo es el C. E. Sabadell F. C. de la Primera Federación. Su pie dominante es el izquierdo.

## Biografía
Hizo inferiores en Rosario Central resultando ser, en el año 2016, el goleador histórico de las inferiores de dicho club.
El 27 de agosto de 2016 tuvo su debut oficial con el primer equipo de Rosario Central cuando entró como suplente y reemplazó a Teófilo Gutiérrez enfrentando al club Defensa y Justicia.
Posteriormente, también jugó otros partidos oficiales con la primera de Rosario Central. Pero en el segundo semestre del año 2017, más destacada fue su actuación en la Copa Santa Fe 2017 que disputó con la división reserva del club y en la que termina consagrándose campeón. Siendo también la figura en la final, ya que marcó dos goles en esa instancia (uno en el partido de ida y otro en el de vuelta).
En enero de 2021 inició su aventura en el fútbol español después de incorporarse al Zamora C. F. Al cabo de un año abandonó el club para marcharse a la U. D. Alzira, donde acabó la temporada antes de firmar por el Club Deportivo Tudelano para la 2022-23. Con este equipo consiguió doce tantos en la Segunda Federación y en agosto de 2023 fichó por el Hércules C. F. Con ellos ascendió a Primera Federación y en julio de 2025 se unió al C. E. Sabadell F. C.

## Estadísticas
- Actualizado a 21 de enero de 2021.

| Club                      | Temporada | Liga  | Liga  | Copa nacional | Copa nacional | Copa internacional | Copa internacional | Copa provincial | Copa provincial | Total | Total |
| Club                      | Temporada | Part. | Goles | Part.         | Goles         | Part.              | Goles              | Part.           | Goles           | Part. | Goles |
| ------------------------- | --------- | ----- | ----- | ------------- | ------------- | ------------------ | ------------------ | --------------- | --------------- | ----- | ----- |
| Rosario Central Argentina | 2016-17   | 1     | 0     | -             | -             | -                  | -                  | 1               | 1               | 2     | 1     |
| Rosario Central Argentina | 2017-18   | 4     | 0     | -             | -             | -                  | -                  | 5               | 3               | 9     | 3     |
| Rosario Central Argentina | 2018-19   | 0     | 0     | -             | -             | -                  | -                  | 3               | 0               | 3     | 0     |
| Rosario Central Argentina | Total     | 5     | 0     | 0             | 0             | 0                  | 0                  | 9               | 4               | 14    | 4     |
| Club Almagro Argentina    | 2018-19   | 0     | 0     | 2             | 0             | -                  | -                  | -               | -               | 2     | 0     |
| Club Almagro Argentina    | 2019-20   | 16    | 2     | -             | -             | -                  | -                  | -               | -               | 16    | 2     |
| Club Almagro Argentina    | Total     | 16    | 2     | 2             | 0             | 0                  | 0                  | 0               | 0               | 18    | 2     |
| Zamora C. F. · España     | 2020-21   | 13    | 4     | 2             | 0             | -                  | -                  | -               | -               | 15    | 4     |
| U.D. Alzira · España      | 2021      | 17    | 9     | 0             | 0             | 0                  | 0                  | 0               | 0               | 17    | 9     |
| C. D. Tudelano · España   | 2022-23   | 26    | 12    | -             | -             | -                  | -                  | -               | -               | 26    | 12    |
| Hércules CF · España      | 2023-Act. | 0     | 0     | -             | -             | -                  | -                  | -               | -               | 0     | 0     |
| Total                     | Total     | 77    | 27    | 4             | 0             | 0                  | 0                  | 9               | 4               | 90    | 31    |

## Palmarés

### Títulos regionales
| Título        | Club                  | País      | Año  |
| ------------- | --------------------- | --------- | ---- |
| Copa Santa Fe | C. A. Rosario Central | Argentina | 2017 |